# بروس إدغار
بروس إدغار (23 نوفمبر 1956 بويلينغتون في نيوزيلندا - ) (بالإنجليزية: Bruce Edgar)‏ هو لاعب كريكت نيوزلندي. شارك مع منتخب نيوزيلندا الوطني للكريكت.

## وصلات خارجية
- بروس إدغار على موقع إي آس بي آن كريك إنفو (الإنجليزية)